# Gary Stempel
Gary Stempel (né le 26 janvier 1957) est un entraîneur anglo-panaméen de football.